# Salomé Saqué
Salomé Saqué, née le 10 mai 1995 à Lagny-sur-Marne, est une journaliste française, engagée à gauche. Son travail porte essentiellement sur l'urgence climatique, la jeunesse, les inégalités hommes-femmes et les sujets économiques, portant une vision centrée sur la justice sociale. Elle dirige le pôle économie du média Blast depuis sa création en 2021.

## Biographie

### Jeunesse et formation
Salomé Saqué est l'aînée d'une fratrie de trois enfants. Juste après sa naissance, ses parents décident de quitter la Seine-et-Marne. Elle grandit en Ardèche,. Son village des Assions étant éloigné des établissements scolaires secondaires, elle est interne au lycée Marcel-Gimond d'Aubenas,.
Après le baccalauréat, elle suit une classe préparatoire littéraire au lycée Édouard-Herriot à Lyon, où elle choisit la spécialité histoire-géographie. Elle poursuit à l'université Lumière-Lyon-II avec une double licence de sciences politiques-anglais. Passionnée par le mouvement espagnol Podemos, elle choisit de partir en Erasmus à l'université Complutense de Madrid.
En parallèle, elle prend des cours d'art dramatique au conservatoire à rayonnement régional de Lyon et joue dans différentes pièces de théâtre.
En 2017, elle emménage à Paris pour ses études. Elle obtient un diplôme national de master 2 en droit international et en géopolitique et un autre master 2 en journalisme bilingue à la Sorbonne,.

### Carrière
Salomé Saqué commence par travailler en tant que stagiaire pour Le Monde diplomatique, puis à France 24 pendant trois ans,.
En parallèle, elle couvre le mouvement des Gilets jaunes pour Le Vent se lève, ainsi qu'en tant que correspondante pour une chaîne de télévision australienne,.
Elle co-fonde ensuite, avec Denis Robert, en 2021,, Blast, le site d'information de ce journaliste d'investigation. Elle y dirige la rubrique économique, tout en réalisant en parallèle des émissions sur les inégalités femmes-hommes.
Elle est également chroniqueuse dans des magazines politiques comme Ça vous regarde sur La Chaîne parlementaire, l'émission 28 minutes sur Arte,, ou encore C politique sur France 5.
En septembre 2022, elle présente, en collaboration avec l'hydrologue Emma Haziza, l'émission Un degré de conscience diffusée le samedi matin                     sur France Info, centrée sur le climat et l'environnement,.
Depuis 2022, elle tient une chronique économique et écologique dans le magazine Socialter.
En mars 2023, elle publie son premier livre, Sois jeune et tais-toi : Réponse à ceux qui critiquent la jeunesse, une enquête sur l'état de la jeunesse en France, ses craintes, ses difficultés et ses aspirations,.
En 2023-2024, elle intervient régulièrement dans la matinale de France Inter pour analyser l'actualité économique et politique.
En 2024, elle réalise une série d’émissions pour France Culture intitulée « Comment s’indigner » où elle revient sur l’histoire de l’indignation et sur les techniques rhétoriques qui permettent de donner écho à sa voix.
En octobre 2024, elle publie son essai Résister, texte court dans lequel elle propose des modes d'action face à l'extrême droite, notamment « une résistance intellectuelle et collective ». Comme Sois jeune et tais-toi, elle le lit elle-même en livre audio aux Éditions Actes Sud.
Le 19 novembre 2024, elle ferme son compte d'utilisateur sur le réseau social X (anciennement Twitter), où elle était suivie par 210 000 abonnés, qu'elle qualifie de « réseau structuré par et pour l’extrême droite ».

### Engagements et prises de position
Journaliste de gauche décrite comme « l’une des nouvelles voix influentes de la cause du climat et des jeunes »,, elle se définit comme une journaliste engagée, et non pas comme une journaliste militante,. Son travail porte essentiellement sur l'urgence climatique, la jeunesse, les inégalités hommes-femmes  et les sujets économiques, portant une vision centrée sur la justice sociale,. Pour Marianne, elle fait partie d’une nouvelle génération de journalistes pour lesquels la frontière est floue entre journalisme, écologie et militantisme, comme Hugo Clément et Paloma Moritz,. Le magazine Elle la qualifie également de militante.

## Réception

### Réception médiatique
Une des chroniques de Salomé Saqué d'octobre 2021 exhortant à atténuer le changement climatique, rappelant la scène du plateau de télévision de Don't Look Up : Déni cosmique, lui a valu d'être remarquée sur les réseaux sociaux,,.
Le journal L'Humanité la décrit comme l'une des rares voix à pouvoir porter les aspirations de la jeunesse grâce à son premier livre Sois jeune et tais-toi.
En 2024, une étude du Reuters Institute for the Study of Journalism (en) place Salomé Saqué parmi les cinq personnalités médiatiques les plus suivies sur les réseaux sociaux en France, et la seule femme de tous les journalistes cités parmi cinq pays (États-Unis, Royaume-Uni, Brésil, Argentine, France).
L'ouvrage reçoit un bon accueil à sa sortie. L'Obs parle d’un ouvrage « mesuré, sourcé, précis, concis mais surtout nécessaire ». Selon Le Monde, elle « dresse le portrait nuancé d’une jeunesse française soumise aux crises écologiques et économiques, en évitant de déclarer la guerre aux boomeurs ». La Croix de son côté souligne que la journaliste « a le mérite de se fonder sur les faits et les chiffres plutôt que sur ce ressenti ».
Résister, ouvrage qui analyse la montée de l'extrême droite et appelle à une réaction, domine les ventes de la fin d’année 2024 dans la catégorie Essais-Documents.

### Harcèlement
D'après Le Monde, elle est capable d'obtenir facilement de l'attention sur les réseaux sociaux. Elle témoigne en revanche du cyberharcèlement dont elle est victime, en raison de ses prises de position, mais surtout parce qu'elle est une femme,. Elle dénonce notamment les commentaires critiquant son apparence, ainsi que des menaces de mort ou de viol qu'elle reçoit par messages privés. Les attaques les plus violentes à son encontre proviennent, selon elle, de l'extrême droite.

#### Signature d'une tribune et menace de mort
Le 3 octobre 2023, elle cosigne dans L'Humanité une tribune pour défendre la liberté d'informer, ce qui lui vaut d'être inscrite le jour même sur « la liste des candidats à la balle dans la nuque » du site d'extrême droite Réseau libre. Le 12 juillet 2024, elle porte plainte pour « menaces de mort » avec quarante-trois autres personnes menacées,.

## Publications

### Livres imprimés
- Sois jeune et tais-toi : Réponse à ceux qui critiquent la jeunesse, Payot, coll. « Essais Payot », mars 2023, 250 p. (ISBN 978-2-228-93163-2) ; édition poche avec préface inédite, coll. Petite Biblio Payot, mars 2024, 336 p.
- Résister, Payot, octobre 2024, 144 p. (ISBN 978-2-228-93759-7)[36].

### Livres audio
- Sois jeune et tais-toi : Réponse à ceux qui critiquent la jeunesse, lu par l'autrice, Arles, Actes Sud audio, 2023, 6 h 39 min.  (ISBN 9782330184827)
- Résister, lu par l'autrice, Arles, Actes Sud audio, 2024, 2 h 2 min.  (ISBN 9782330201951)

## Prix
- Prix Babelio 2025, pour Résister[37] (catégorie non-fiction)
- Q d'Or 2025 de l'essai, pour Résister[38]